# Sesso incatenato
Sesso incatenato (titolo in tedesco Geschlecht in Fesseln, titolo in inglese Sex In Chain) è un film muto del 1928 diretto da William Dieterle.

## Trama
La situazione non è rosea per l'ingegner Franz Sommer - dopo che è stato licenziato e non ha trovato lavoro se non come rappresentante porta-a-porta di aspirapolveri - e per sua moglie Helene; e le cose peggiorano quando Franz è condannato a tre anni per l'omicidio – totalmente involontario – di un uomo. Fortunatamente il compagno di cella di Franz, Rudolf Steinau – influente uomo d'affari, incarcerato peraltro per errore – dopo essere stato rilasciato viene in aiuto ad Helene offrendole un posto di lavoro nella sua impresa, mentre nello stesso tempo inizia una sua crociata per la riforma del sistema carcerario, da lui ritenuto ingiusto. 
Nel braccio maschile del carcere i detenuti lamentano soprattutto la forzata astinenza dai rapporti erotici di cui potevano godere in libertà; e non solo i reclusi sentono questa mancanza: Helene, quasi allo scadere della condanna del marito, si concede a Rudolf Steinau, che si innamora di lei. Dal canto suo, Franz – che non ne era aduso - inizia un rapporto omosessuale col compagno di cella Alfred, ed evidentemente entrambi (come verosimilmente l'intera società del tempo) vedono il fatto come a dir poco inadeguato.
Mentre i colloqui che Rudolf Steinau tiene con un politico per tentare di ottenere una legge più equa falliscono, Helene e Franz – alla scarcerazione di quest'ultimo – apprendono dei rispettivi tradimenti, e – irretiti in una forma mentis illiberale -, incautamente, non trovano di meglio da fare che commettere un suicidio comune in casa propria aprendo la valvola del gas.  